# Andrés Gaos
Andrés Gaos Berea (* 31. März 1874 in La Coruña; † 13. März 1959 in Mar del Plata) war ein spanischer Komponist und Violinist.

## Leben und Wirken
Andrés Gaos begann im Alter von sechs Jahren Violine zu spielen und studierte von 1885 bis 1888 bei dem Geiger Jesús de Monasterio am Konservatorium von Madrid. Daneben nahm er auch Klavierunterricht und studierte Kontrapunkt- und Harmonielehre. 1889 war er Violineschüler von Charles Dancla am Pariser Konservatorium, im Folgejahr nahm er am Brüsseler Konservatorium Violineunterricht bei Eugène Ysaÿe und Kompositionsunterricht bei François-Auguste Gevaert.
1891 unternahm Gaos eine Konzertreise durch Frankreich, Belgien, Portugal und Spanien. 1894 erschien seine Komposition Aragonese Jota für Violine und Klavier im Druck. Im gleichen Jahr besuchte er Havanna und trat in Mexiko in einer Zirkusshow als „künftiger Sarasate“ auf. 1895 ging er nach Buenos Aires, wo er Violine-Professor an Alberto Williams’ Conservatorio de Música de Buenos Aires wurde. Mit Williams und dem Celloprofessor Carlos Marchal führte er Robert Schumanns Trio opus 63 auf.
1896 heiratete er in Montevideo die Geigerin und Sängerin América Montenegro, und beide begannen am Konservatorium La Lira zu unterrichten.
1898 kehrten beide nach Buenos Aires zurück, wo sie wieder an Williams’ Konservatorium unterrichteten. Bis zu ihrer Scheidung 1917 unternahmen beide auch mehrere Konzertreisen durch Europa. Bei einem Wettbewerb zum 100. Geburtstag von Justo José de Urquiza zur Komposition eines Himno a Urquiza nach einem Text von Horacio Rodríguez belegte Gaos hinter Franco Paolantonio den zweiten Platz. Gaos gründete später in Buenos Aires ein eigenes Konservatorium und unterrichtete an verschiedenen staatlichen Musikschulen. Zudem wurde er vom Erziehungsministerium als Referent für den Musikunterricht eingesetzt.
Von den Kompositionen Gáos blieben viele zu seinen Lebzeiten unbekannt. Seine zweite Sinfonie wurde 1974 uraufgeführt, seine erste 2005. Seine um 1915 entstandene Oper ist noch immer unaufgeführt. Ein Violinkonzert, dessen erster Satz 1901 uraufgeführt wurde, blieb unvollendet.

## Werke
- Muiñeira para violín y piano, 1891
- Premier printemps, 1891
- Jota aragonesa für Violine und Klavier, 1894
- Polonesa für Klavier, 1894
- Romanza für Klavier, 1894
- Habanera für Violine und Klavier, 1896
- Miniaturas, Klaviersuite, 1896 (später als Suite a la antigua für Streichorchester)
- Fantasía para violín y orquesta, 1896–1903
- 100 Ejercicios Técnicos Progresivos für Violine solo, 1899
- 2 Aires Criollos für Violine und Klavier, 1899
- Concierto para violín y orquesta (unvollendet 1901, als Fantasía para violín y orquesta 1933 von Joam Trillo herausgegeben)
- Amor Vedado, Oper, um 1915
- Granada, Un atardecer en la Alhambra, sinfonische Dichtung, 1916
- Sinfonía N° 1, 1916
- Sinfonía N° 2 En las montañas de Galicia, 1917–19
- Impresión Nocturna, sinfonische Dichtung für Streichorchester, 1937
- Aires gallegos, Klaviersuite
- Nuevos aires gallegos,  Klaviersuite
- Hispánica, Klaviersuite